# 阿罗语
阿罗语（a⁵⁵lu³³pʰu⁵⁵:30）又称甘彝、纳罗，是彝语东部方言的巧武土语，分布在中国云南巧家县、武定、禄劝、元谋、会泽一带。

## 名称
Gao (2017:31)注意到，在云南武定县，“阿罗”和“纳罗”是对同一群彝族的称呼。《武定县志》 (1990)中的“纳罗”实际上指阿罗语使用者(Gao 2017:31)。注意“纳罗”不应和云南北部中部彝语他留语支纳若语相混淆。